# ام القصوم (حرض)

تعديل مصدري - تعديل

ام القصوم هي إحدى قرى عزلة الفج بمديرية حرض التابعة لمحافظة حجة، بلغ تعداد سكانها 144 نسمة حسب تعداد اليمن لعام 2004.